# ليونارد موريس
ليونارد موريس (26 سبتمبر 1898 - 9 مارس 1984) (بالإنجليزية: Leonard Morris)‏ هو لاعب كريكت بريطاني (وحمل سابقاً جنسية المملكة المتحدة لبريطانيا العظمى وأيرلندا).